# Shalom Alekhem
Cette entrée traite d'une salutation courante chez les Juifs. Pour l'écrivain yiddish, voir Cholem Aleichem.
Shalom Alekhem (hébreu שלום עליכם, yiddish שלום־עליכם (şolem aleyxem)) est une salutation hébraïque, signifiant « Paix sur vous ». La réponse appropriée est « Alekhem shalom ».
Il s'agit d'une forme de salutation courante au Moyen-Orient et trouvant son équivalent dans divers idiomes, notamment en arabe (assalamu alaikum).
La salutation est utilisée au pluriel, et est utilisée aussi bien pour une collectivité que pour un individu isolé. 
Shalom peut être interprété comme signifiant « la paix », ou la « plénitude », tant mentale que physique, et qui se produit, dit-on, chez ceux qui ont foi en Dieu.

## Chant de bienvenue de la veille du Shabbat
Shalom Alekhem est aussi le titre d'un piyyout, une poésie traditionnelle chantée le vendredi soir, lorsque commence le repas du Shabbat.
Selon une des traditions rabbiniques, la bienvenue est adressée aux anges qui vérifient, selon une aggada talmudique (Traité Shabbat, 119b), la tenue du foyer à l'approche du Shabbat, appropriée ou non, et en font le rapport à Dieu. 
Ce piyyout a été composé vers la fin du XVIIe siècle par les kabbalistes à Safed. Il en existe au moins quatre variations mélodiques de par le monde, mais toutes sont joyeuses.
La mélodie la plus connue utilisée pour ce chant a été composée par Israel Goldfarb le 10 mai 1918 et a été publié en tant que Sholom Alechem dans le livre Friday evening melodies.

### Translittération
Shalom alekhem, malakhei ha-sharet malakhei Elyon, mi-melekh malkhei ha-melakhim HaKadosh Baroukh Hou.
Bo'akhem lèshalom, malakhei ha-shalom malakhei Elyon, mi-melekh malkhei ha-melakhim HaKadosh Baroukh Hou.
Barkouni lèshalom, malakhei ha-sharet malakhei Elyon, mi-melekh malkhei ha-melakhim HaKadosh Baroukh Hou.
Tze'etkhem lèshalom, malakhei ha-shalom malakhei Elyon, mi-melekh malkhei ha-melakhim HaKadosh Baroukh Hou.
שָׁלוֹם עֲלֵיכֶם מַלְאֲכֵי הַשָּׁרֵת מַלְאֲכֵי עֶלְיוֹן

מִמֶּלֶךְ מַלְכֵי הַמְּלָכִים הַקָּדוֹשׁ בָּרוּךְ הוּא

בּוֹאֲכֶם לְשָׁלוֹם מַלְאֲכֵי הַשָּׁרֵת מַלְאֲכֵי עֶלְיוֹן

מִמֶּלֶךְ מַלְכֵי הַמְּלָכִים הַקָּדוֹשׁ בָּרוּךְ הוּא

בָּרְכוּנִי לְשָׁלוֹם מַלְאֲכֵי הַשָּׁרֵת מַלְאָכִי עֶלְיוֹן

מִמֶּלֶךְ מַלְכֵי הַמְּלָכִים הַקָּדוֹשׁ בָּרוּךְ הוּא

צֵאתְכֶם לְשָׁלוֹם מַלְאֲכֵי הַשָּׁרֵת מַלְאָכִי עֶלְיוֹן

מִמֶּלֶךְ מַלְכֵי הַמְּלָכִים הַקָּדוֹשׁ בָּרוּךְ הוּא

### Traduction
Paix sur vous, serviteurs/anges, mandatés du Plus-Haut, du Roi des rois des rois, le Saint, béni soit-Il.
Venez en paix, serviteurs/anges, mandatés du Plus-Haut, du Roi des rois des rois, le Saint, béni soit-Il.
Bénissez moi en paix, serviteurs/anges, mandatés du Plus-Haut, du Roi des rois des rois, le Saint, béni soit-Il.
Sortez en paix, serviteurs/anges, mandatés du Plus-Haut, du Roi des rois des rois, le Saint, béni soit-Il.
Il existe une controverse à propos de ce piyyout, ainsi que d'autres où l'on semble demander à des anges d'intercéder auprès de Dieu, ce qui va à l'encontre de l'un des grands principes de foi du judaïsme : « à Dieu, et Lui Seul, doivent s'adresser les prières. » Le Maharal, par exemple, prônait sa suppression, mais d'autres érudits et décisionnaires, comme le Hatam Sofer l'autorisèrent, expliquant que l'intention de ce piyyout était au contraire d'« illuminer la face » de Dieu. C'est pour cela que les Sages Sépharades ont enseigné qu'il ne faut pas dire mi-melekh (du Roi) mais melekh.
Pour certains chrétiens la Trinité est dans ce chant visible comme dans Genèse 18 versets 1 à 33 où Abraham est visité par trois serviteurs qui ne font qu'un, le texte passe en permanence du pluriel à 3 au singulier. Ici les anges ne sont pas serviteurs d'un roi mais de plusieurs en un. Enfin, le jeu de mots entre ange, serviteur et roi est tout entier dans le mot hébreu melekh.